# Ciclismo

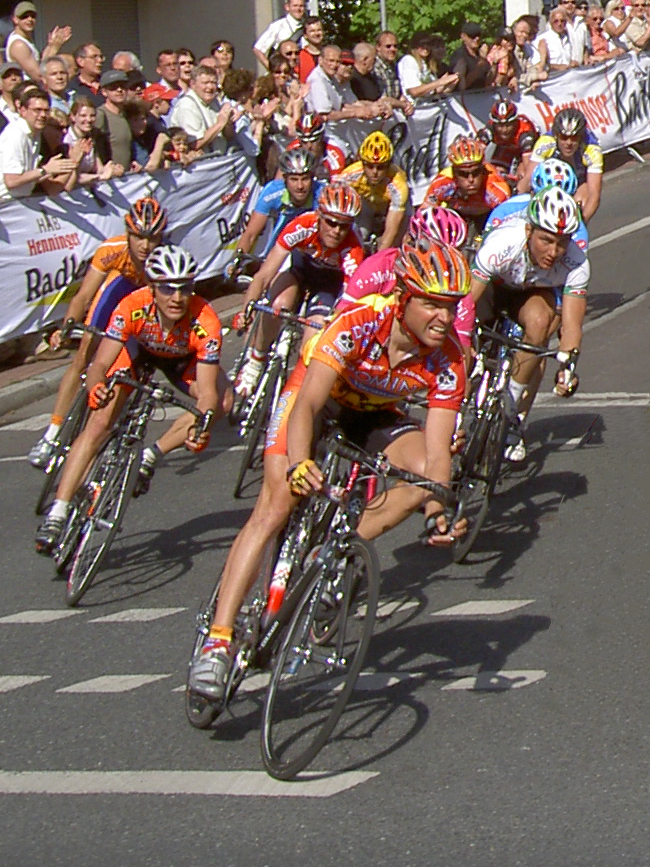
Corrida profissional de ciclismo

O ciclismo é a prática de se usar uma bicicleta, seja como na modalidade ou na forma de locomoção.
Foi na Inglaterra, em meados do século XIX, que o ciclismo surgiu, época em que o aperfeiçoamento do veículo possibilitou o alcance de maiores velocidades. O ciclismo esportivo é regido por diversas regras, e geralmente enquadra-se em quatro categorias: provas em estradas, provas em pistas, provas de montanha (Mountain Bike ou MTB) e BMX e é praticado com diversos tipos e modelos de bicicletas.
Na modalidade de Mountain Bike existem várias categorias que são divididas em mais ou menos radicais, e são elas: cross country, em todo o tipo de terreno, de preferência no monte, seja a subir, plano ou a descer; o Freeride, com um andamento mais extremo em que se dá preferência a saltos e descidas; o Downhill, que é a versão mais extrema e perigosa do MTB que consiste somente em descer, normalmente a velocidades altas, sendo este praticado tanto no monte ou em cidade (o chamado downhill urbano ou DHU).
Em termos de saúde, o ciclismo é uma atividade rítmica e cíclica, ideal para desenvolvimento dos sistemas de energia aeróbico e anaeróbico, dependendo do tipo de treinamento aplicado. Desenvolve o sistema cardiovascular dos praticantes, sendo ainda indicado por médicos especialistas como ótimo exercício para queima de gordura corporal e desenvolvimento de resistência de força muscular de pernas, em treinamentos.
O mundo moderno inventou também o ciclismo estático, ou seja, a prática do ciclismo em bicicletas ergométricas e em locais fechados, casa, academia, clube, etc., um exercício aeróbico alternativo e seguro ideal para indivíduos que desejam maior segurança, sustentação e facilidade de manejo do que o ciclismo de estrada ou de pista, e é indicado para pessoas que apresentam determinados tipos de lesões de joelhos, quadris, coluna e que não podem caminhar.

## História do ciclismo
O Ciclismo surgiu a partir de 1890.

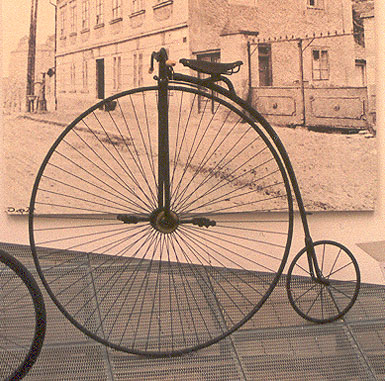
Bicicleta antiga no Museu Škoda, na Republica Tcheca

Entre 1890 e 1900 nasceram grandes provas, que ao longo dos anos se tornaram clássicos, alguns ainda existem hoje como o Liège-Bastogne-Liège.
Em 1891 acontece a primeira grande prova de Audax, ou "Randonneurs", entre Paris e Brest (na França), ida e volta, num total de 1200 Km. A prova é a mais tradicional do ciclismo mundial e não tem caráter competitivo. Os participantes correm contra o tempo, com diversas regras, para chegar ao final em uma longa prova de logística e superação. Atualmente, para poder participar dos 1200 km, o ciclista deve conseguir realizar num mesmo ano, as provas de 200, 300, 400 e 600 km, ganhando o chamado "brevet" para realizar o 1200 km. No Brasil essa prova é realizada desde 2003 com autorização do Audax Club Parisien.
Em 1893 foi feito o primeiro Campeonato (CM) Mundial, com provas de sprints e meio fundo, exclusivamente para os corredores amadores do mundo.

## Modalidade olímpica
O ciclismo faz parte do programa olímpico desde a primeira edição moderna dos jogos de Atenas, em 1896, quando os eventos realizados eram apenas em pistas, com bicicletas extremamente aerodinâmicas.
Até os Jogos de 1984 em Los Angeles teve apenas a participação masculina. As mulheres começaram a participar dos eventos de estrada nas Olimpíadas de Seul, em 1988.
Na Olimpíada de Atlanta, 1996, foi adicionada a modalidade de ciclismo de montanha (cross-country), practicado em Mountain Bikes.
Nos Jogos Olímpicos de Pequim, 2008, foi adicionado outra modalidade desta disciplina "BMX SX" (BMX Supercross), que incorpora novas dificuldades como uma rampa mais íngreme e com saltos maiores, com uma velocidade considerável.

## Para ciclismo
Paraciclismo é um esporte que deriva do ciclismo, destinado a pessoas com deficiência. Sua prática é realizada com a utilização de uma handbike, que é uma espécie de triciclo pedalado com as mãos.
No velódromo, as bicicletas não têm marchas e a competição acontece em uma pista oval que varia entre 250 e 325 m de extensão. Velocidade em todas as provas é fundamental. Na estrada, os ciclistas de cada categoria largam ao mesmo tempo. As competições são as mais longas da modalidade, com até 120 km de percurso. As disputas contra-relógio exigem mais velocidade que resistência. Os atletas largam de um em um minuto, pedalando contra o tempo. Nesta prova a posição dos ciclistas na pista não diz, necessariamente, a colocação real em que se encontram, pois tudo depende do tempo. No Brasil, a modalidade é administrada organizada pela Confederação Brasileira de Ciclismo.